# Biel (Valais)
Pour les articles homonymes, voir Biel.
Biel est une localité et une ancienne commune suisse du canton du Valais, située dans le district de Conches.
Biel a fusionné, le 1er octobre 2000, avec Ritzingen et Selkingen pour former la nouvelle commune de Grafschaft. Cette commune intègre, le 1er janvier 2017, la commune de Goms. Elle a porté le numéro OFS 6053.

## Culture et patrimoine

### Héraldique
| Blason | Blasonnement : D'azur à la crosse d'or posée en pal . |